# Mac Samson en Mac Gert (stripalbum)
Mac Samson en Mac Gert is het 10de stripverhaal van Samson en Gert. De reeks werd getekend door striptekenaarsduo Wim Swerts & Jean-Pol. Danny Verbiest, Gert Verhulst en Hans Bourlon namen de scenario's voor hun rekening. De strips werden uitgegeven door Studio 100. Het stripalbum verscheen in 1996.

## Personages
In dit verhaal spelen de volgende personages mee:
- Samson
- Gert
- Alberto Vermicelli
- Burgemeester Modest
- Octaaf De Bolle
- Marie
- Boer Teun

## Verhalen
Dit stripalbum bevat de volgende twee verhalen:
1. Mac Samson en Mac Gert (gebaseerd op het gelijknamige lied van Samson en Gert)
2. De kippenboer